# Littau
Littau es una antigua ciudad y comuna suiza del cantón de Lucerna, situada en el distrito de Lucerna, actualmente parte de la comuna de Lucerna. Limitaba al norte con la comuna de Emmen, al este con Lucerna, al sur con Kriens, al suroeste con Malters, y al oeste con Neuenkirch.
El 1 de enero de 2010 la comuna de Littau pasó a ser una localidad de la ciudad Lucerna, tras su fusión con esta última.

## Ciclismo
En la localidad está situada la sede del equipo ciclista profesional Cervélo Test Team.